# Пластинчастий теплообмінник
Пластинчастий теплообмінник (англ. Plate heat exchanger) — це пристрій для передачі тепла між двома середовищами, що знаходяться в різних термодинамічних станах, використовуючи пластини з низької товщини, які забезпечують високу ефективність передачі тепла.
Концепція теплообмінника полягає у використанні труб або інших контейнерів для нагрівання або охолодження однієї рідини шляхом передачі тепла між нею та іншою рідиною. У більшості випадків теплообмінник складається зі згорнутої труби, що містить одну рідину, яка проходить через камеру, що містить іншу рідину. Стінки труби зазвичай виготовляються з металу або іншої речовини з високою теплопровідністю, щоб полегшити взаємообмін, тоді як зовнішній корпус більшої камери виготовлений із пластику або покритий теплоізоляцією, щоб перешкоджати виходу тепла з обмінник.

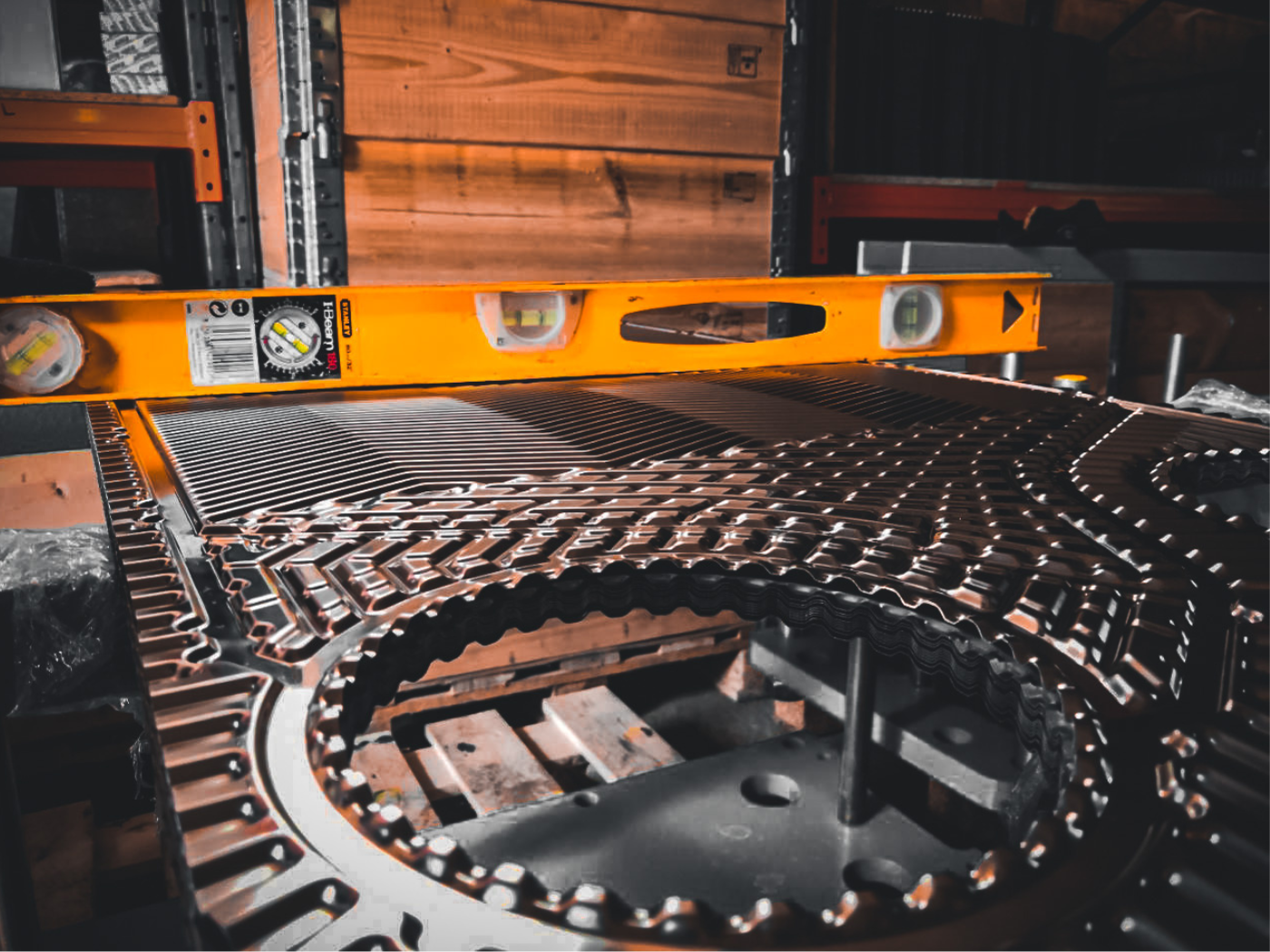
Пластина теплообмінника

Перший у світі комерційно життєздатний пластинчастий теплообмінник був винайдений доктором Річардом Селігманом у 1923 році та революціонізував методи непрямого нагріву та охолодження рідин. Доктор Річард Селігман заснував APV у 1910 році як Aluminium Plant & Vessel Company Limited, спеціалізовану фірму з виготовлення, що постачає зварні посудини для пивоварень і торгівлі рослинною олією. Крім того, він встановив норму для сучасних комп’ютерно розроблених теплообмінників з тонкими металевими пластинами, які використовуються в усьому світі.

## Конструкція
Пластинчастий теплообмінник складається з набору тонких пластин з проміжками, що встановлюються в паралельній конфігурації. Кожна пластина має перфоровані отвори для витоку робочих середовищ та забезпечує перехід тепла між ними.
Коли гаряче середовище проходить через одну сторону пластин, а холодне середовище - через іншу, тепло передається від гарячого до холодного через стінки пластин. В результаті, холодне середовище нагрівається, а гаряче охолоджується.
Пластинчастий теплообмінник є спеціальною конструкцією, що добре підходить для передачі тепла між рідинами середнього і низького тиску. Зварні, напівзварні та паяні теплообмінники використовуються для теплообміну між рідинами під високим тиском або там, де потрібний компактний виріб. Замість труби, що проходить через камеру, є дві камери, що чергуються, зазвичай тонкі по глибині, розділені по найбільшій поверхні гофрованої металевої пластиною. Пластини, що використовуються у пластинчасто-корпусному теплообміннику, одержують цільним пресуванням металевих пластин. Нержавіюча сталь є металом, що широко використовується, для пластин через її здатність витримувати високі температури, міцності і корозійної стійкості.

## Застосування

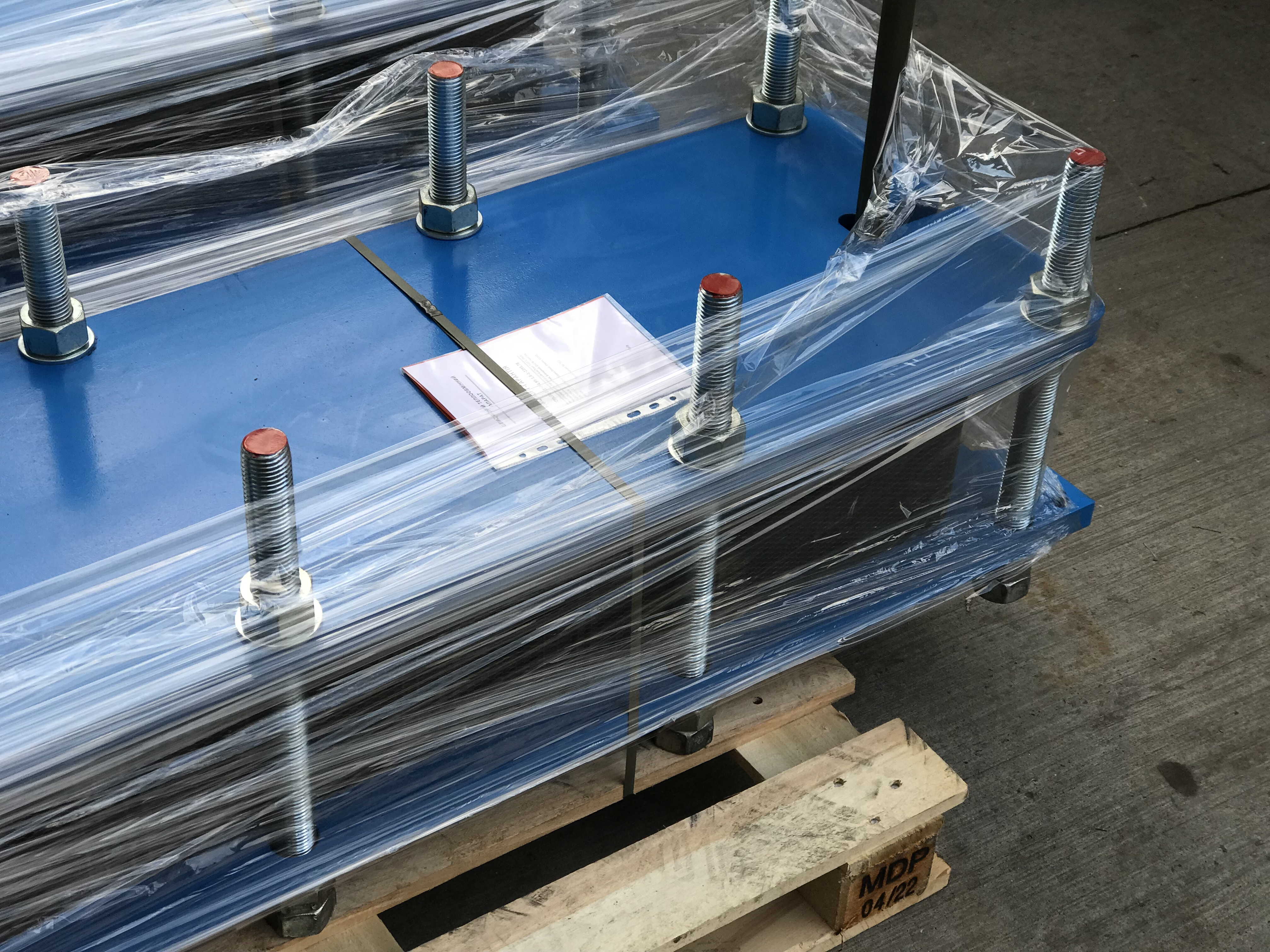
Сучасний теплообмінник

Пластинчасті теплообмінники використовуються в різних галузях, таких як промисловість, транспорт, будівництво, інженерія та інше. Вони ефективні для передачі тепла високої і низької температури та мають низьку вагу та велику економію місця, порівняно з традиційними теплообмінниками.

### Галузі
1. Промисловість: пластинчасті теплообмінники використовуються для охолодження промислових рідин, контролю температури виробничих процесів, кондиціонування повітря і для теплообміну між різними середовищами.
2. Харчова промисловість: пластинчасті теплообмінники використовуються для пастеризації, охолодження та обробки продуктів харчування.
3. Енергетика: пластинчасті теплообмінники використовуються для охолодження води у теплових електростанціях та інших енергетичних установках.
4. Хімічна промисловість. Теплообмінники використовуються для перенесення тепла при виробництві хімічних речовин та продуктів.
5. Переробка нафти та газу. Пластинчасті теплообмінники використовуються для охолодження та нагріву нафти та газу в різних процесах обробки та транспортування.
6. Промислове опалення. Теплообмінники використовуються для перенесення тепла в системах опалення великих промислових будівель.

## Висновок
Пластинчастий теплообмінник - це надійний та ефективний пристрій, який використовується в різних галузях для передачі тепла. Він має багато переваг порівняно з традиційними теплообмінниками та знаходить широке застосування в різних сферах людської діяльності.
Загалом, пластинчасті теплообмінники широко застосовуються в будь-яких виробничих процесах, де необхідний ефективний теплообмін між двома рідинами. Вони є більш економічними та ефективними у порівнянні з іншими типами теплообмінників завдяки своїй конструкції та здатності до легкої заміни та очищення пластин.